# Lijst van voetbalinterlands Nederland - Schotland (mannen)
Deze lijst van voetbalinterlands is een overzicht van alle officiële voetbalwedstrijden tussen de teams van Nederland en Schotland. De landen hebben tot op heden twintig keer tegen elkaar gespeeld. De eerste ontmoeting, een vriendschappelijke wedstrijd, was op 21 mei 1938 in Amsterdam. Het laatste duel, eveneens een vriendschappelijke wedstrijd, vond plaats in Amsterdam op 22 maart 2024.
De Schotten tellen in hun overzicht een wedstrijd in 1929 als eerste interland. Deze wedstrijd werd door Nederland achteraf als niet officieel gezien, naar verluidt omdat de toenmalige bondsvoorzitter geen voorstander was van spelen tegen professionals.

## Wedstrijden
| №  | № Int NED | Plaats     | Datum            | Competitie           | Wedstrijd             | Uitslag |
| -- | --------- | ---------- | ---------------- | -------------------- | --------------------- | ------- |
| 0  | 0         | Amsterdam  | 4 juni 1929      | Vriendschappelijk    | Nederland – Schotland | 0 – 2   |
| 1  | 151       | Amsterdam  | 21 mei 1938      | Vriendschappelijk    | Nederland – Schotland | 1 – 3   |
| 2  | 240       | Amsterdam  | 27 mei 1959      | Vriendschappelijk    | Nederland – Schotland | 1 – 2   |
| 3  | 286       | Glasgow    | 11 mei 1966      | Vriendschappelijk    | Schotland – Nederland | 0 – 3   |
| 4  | 300       | Amsterdam  | 30 mei 1968      | Vriendschappelijk    | Nederland – Schotland | 0 – 0   |
| 5  | 319       | Amsterdam  | 1 december 1971  | Vriendschappelijk    | Nederland – Schotland | 2 – 1   |
| 6  | 370       | Mendoza    | 11 juni 1978     | WK 1978              | Nederland – Schotland | 2 – 3   |
| 7  | 404       | Glasgow    | 23 maart 1982    | Vriendschappelijk    | Schotland – Nederland | 2 – 1   |
| 8  | 429       | Eindhoven  | 29 april 1986    | Vriendschappelijk    | Nederland – Schotland | 0 – 0   |
| 9  | 485       | Göteborg   | 12 juni 1992     | EK 1992              | Nederland – Schotland | 1 – 0   |
| 10 | 501       | Glasgow    | 23 maart 1994    | Vriendschappelijk    | Schotland – Nederland | 0 – 1   |
| 11 | 503       | Utrecht    | 27 mei 1994      | Vriendschappelijk    | Nederland – Schotland | 3 – 1   |
| 12 | 527       | Birmingham | 10 juni 1996     | EK 1996              | Nederland – Schotland | 0 – 0   |
| 13 | 568       | Arnhem     | 26 april 2000    | Vriendschappelijk    | Nederland – Schotland | 0 – 0   |
| 14 | 606       | Glasgow    | 15 november 2003 | EK 2004 kwalificatie | Schotland – Nederland | 1 – 0   |
| 15 | 607       | Amsterdam  | 19 november 2003 | EK 2004 kwalificatie | Nederland – Schotland | 6 – 0   |
| 16 | 678       | Amsterdam  | 28 maart 2009    | WK 2010 kwalificatie | Nederland – Schotland | 3 – 0   |
| 17 | 684       | Glasgow    | 9 september 2009 | WK 2010 kwalificatie | Schotland – Nederland | 0 – 1   |
| 18 | 787       | Aberdeen   | 9 november 2017  | Vriendschappelijk    | Schotland – Nederland | 0 – 1   |
| 19 | 820       | Faro       | 2 juni 2021      | Vriendschappelijk    | Nederland − Schotland | 2 − 2   |
| 20 | 856       | Amsterdam  | 22 maart 2024    | Vriendschappelijk    | Nederland − Schotland | 4 − 0   |

## Samenvatting
| Competitie        | Totaal gespeeld | Winst Nederland | Gelijk | Winst Schotland | Doelsaldo Nederland – Schotland |
| ----------------- | --------------- | --------------- | ------ | --------------- | ------------------------------- |
| WK-eindronde      | 1               | 0               | 0      | 1               | 2 − 3                           |
| WK-kwalificatie   | 2               | 2               | 0      | 0               | 4 − 0                           |
| EK-eindronde      | 2               | 1               | 1      | 0               | 1 − 0                           |
| EK-kwalificatie   | 2               | 1               | 0      | 1               | 6 − 1                           |
| Vriendschappelijk | 13              | 6               | 4      | 3               | 19 − 13                         |
| Totaal            | 20              | 10              | 5      | 5               | 32 − 15                         |

Wedstrijden bepaald door strafschoppen worden, in lijn met de FIFA, als een gelijkspel gerekend.

## Details

### Eerste ontmoeting
| Vriendschappelijk (Amsterdam, Nederland, 21 mei 1938): |              | |
| Nederland | 1 – 3        | Schotland |
| Leen Vente 86' | goals        | 52' Andy Black 57' Francis Murphy 69' Tommy Walker |
| Bob Glendenning | bondscoach   | Selectiecommissie |
| Adri van Male Mauk Weber Bertus Caldenhove Bas Paauwe Wim Anderiesen Puck van Heel Frank Wels Henk van Spaandonck Leen Vente Freek van der Veen Bertus de Harder                                                                         | opstellingen | Jerry Dawson Andrew Anderson Jimmy Carabine Thomas McKillop Jimmy Dykes George Brown Alexander Munro Tommy Walker Francis O'Donnell Andy Black Francis Murphy |
| - Debuut van Freek van der Veen (Heracles) en Bertus de Harder (VUC) voor Nederland. - Debuut van Thomas McKillop (Rangers), Francis Murphy (Celtic), Jimmy Carabine (Third Lanark) en Jimmy Dykes (Heart of Midlothian) voor Schotland. |              | |

### Tweede ontmoeting
| Vriendschappelijk (Amsterdam, Nederland, 27 mei 1959): |              | |
| Nederland | 1 – 2        | Schotland |
| Cor van der Gijp 18' | goals        | 59' Robert Collins 65' Graham Leggat                                                                                                 |
| Elek Schwartz | bondscoach   | Andy Beattie |
| Frans de Munck Roel Wiersma Hans Kraay Jan Notermans Cor van der Hart Jan Klaassens Piet van der Kuil Kees Rijvers Leo Canjels Cor van der Gijp Coen Moulijn                                      | opstellingen | George Farm Duncan MacKay Eric Caldow John Smith Bobby Evans John Hewie Graham Leggat Bobby Collins John White Denis Law Bertie Auld |
| - Debuut van John Smith (Celtic) voor Schotland. - De andere Schotse debutant Bertie Auld (Celtic) werd in de 93ste minuut van het veld gestuurd door scheidsrechter Joaquim Campos uit Portugal. |              | |

### Derde ontmoeting
| Vriendschappelijk (Glasgow, Schotland, 11 mei 1966): |              | |
| Schotland | 0 – 3        | Nederland |
| | goals        | 14' Klaas Nuninga 52' Willy van der Kuijlen 84' Willy van der Kuijlen |
| John Prentice | bondscoach   | Georg Keßler |
| Robert Ferguson John Greig David Provan Patrick Stanton Ronnie McKinnon David Smith William Henderson Andrew Penman James Scott William Wallace Willie Johnston | opstellingen | Eddy Pieters Graafland Frits Flinkevleugel Miel Pijs Daan Schrijvers Cor Veldhoen Willy Dullens Bennie Muller Sjaak Swart Willy van der Kuijlen Klaas Nuninga Piet Keizer |
| - Debuut van James Scott (Hibernian), Patrick Stanton (Hibernian), Andrew Penman (Dundee) en David Smith (Aberdeen) voor Schotland.                             |              | |

### Vierde ontmoeting
| Vriendschappelijk (Amsterdam, Nederland, 30 mei 1968): |              | |
| Nederland | 0 – 0        | Schotland |
| | goals        | |
| Georg Keßler | bondscoach   | Bobby Brown |
| Jan van Beveren Piet Romeijn Rinus Israël Hans Eijkenbroek Henk Warnas Henk Groot Wim Jansen Jan Klijnjan Willy van der Kuijlen Wim van Hanegem Rob Rensenbrink | opstellingen | Bobby Clark Douglas Fraser Edward McCreadie Bobby Moncur Ronnie McKinnon David Smith William Henderson 18' Bobby Hope Dandy McLean John Greig Charles Cooke |
| | wissels      | 18' James Smith |
| - Debuut van Wim van Hanegem (Xerxes) en Rob Rensenbrink (DWS) voor Nederland. - Debuut van Douglas Fraser (West Bromwich Albion), James Smith (Aberdeen), Bobby Moncur (Newcastle United), Dandy McLean (Dundee) en Bobby Hope (West Bromwich Albion) voor Schotland. |              | |

### Vijfde ontmoeting
| Vriendschappelijk (Amsterdam, Nederland, 1 december 1971): |              | |
| Nederland | 2 – 1        | Schotland |
| Johan Cruijff 5' Barry Hulshoff 88' | goals        | 52' George Graham |
| František Fadrhonc | bondscoach   | Tommy Docherty |
| Piet Schrijvers Hans Venneker Barry Hulshoff Rinus Israël Ruud Krol Johan Neeskens Wim van Hanegem 46' Henk Wery Theo Pahlplatz Johan Cruijff Piet Keizer 46' | opstellingen | Bob Wilson Sandy Jardine Davie Hay Billy Bremner Eddie Colquhoun Patrick Stanton 56' Jimmy Johnstone Archie Gemmill Kenny Dalglish George Graham 84' Eddie Gray |
| Wim Jansen 46' Gerrie Mühren 46' | wissels      | 56' John O'Hare 84' Peter Cormack |
| - Debuut van Piet Schrijvers (FC Twente) voor Nederland. |              | |

### Zesde ontmoeting
| WK 1978 (Mendoza, Argentinië, 11 juni 1978): |              | |
| Nederland | 2 – 3        | Schotland |
| Rob Rensenbrink 34' (pen.) Johnny Rep 71' | goals        | 44' Kenny Dalglish 46' (pen.) Archie Gemmill 68' Archie Gemmill                                                                                      |
| Ernst Happel | bondscoach   | Alistair MacLeod |
| Jan Jongbloed Wim Suurbier Ruud Krol Wim Rijsbergen 44' Jan Poortvliet Willy van de Kerkhof Johan Neeskens 10' Wim Jansen René van de Kerkhof Johnny Rep Rob Rensenbrink | opstellingen | Alan Rough Willie Donachie Martin Buchan Stuart Kennedy Tom Forsyth Bruce Rioch Asa Hartford Archie Gemmill Graeme Souness Kenny Dalglish Joe Jordan |
| Jan Boskamp 10' Piet Wildschut 44' | wissels      | |
| | gele kaarten | 35' Archie Gemmill |

### Zevende ontmoeting
| Vriendschappelijk (Glasgow, Schotland, 23 maart 1982): |       |               |
| Schotland                                              | 2 – 1 | Nederland     |
| Frank Gray 13' (pen.) Kenny Dalglish 23'               | goals | 31' Wim Kieft |

### Achtste ontmoeting
| Vriendschappelijk (Eindhoven, Nederland, 29 april 1986): |       |           |
| Nederland                                                | 0 – 0 | Schotland |
|                                                          | goals |           |

### Negende ontmoeting
| EK 1992 (Göteborg, Zweden, 29 april 1992): |       |           |
| Nederland                                  | 1 – 0 | Schotland |
| Dennis Bergkamp 77'                        | goals |           |

### Tiende ontmoeting
| Vriendschappelijk (Glasgow, Schotland, 23 maart 1994): |              | |
| Schotland | 0 – 1        | Nederland |
| | goals        | 21' Bryan Roy |
| Craig Brown | bondscoach   | Dick Advocaat |
| Andy Goram Stewart McKimmie Craig Levein 66' David Robertson 65' Alan McLaren Colin Hendry Pat Nevin 46' Gary McAllister Stuart McCall Paul McStay 46' Gordon Durie | opstellingen | Ed de Goeij Frank de Boer Ulrich van Gobbel Danny Blind Frank Rijkaard Wim Jonk Richard Witschge 46' Dennis Bergkamp 46' John Bosman Bryan Roy 76' Gaston Taument |
| Tom Boyd 46' Billy McKinlay 46' John Collins 65' Eoin Jess 66' | wissels      | 46' Hans Gillhaus 46' Aron Winter 76' Marc Overmars |

### Elfde ontmoeting
| Vriendschappelijk (Utrecht, Nederland, 27 mei 1994):                                                                                               |              | |
| Nederland | 3 – 1        | Schotland |
| Bryan Roy 17' Peter van Vossen 62' Brian Irvine 73' (e.d.)                                                                                         | goals        | 82' Duncan Shearer |
| Dick Advocaat | bondscoach   | Craig Brown |
| Ed de Goeij Stan Valckx Frank de Boer Aron Winter Jan Wouters Wim Jonk Rob Witschge Ruud Gullit 46' Ronald de Boer 46' Marc Overmars Bryan Roy 73' | opstellingen | 46' Jim Leighton Stewart McKimmie Colin Hendry Stephen Clarke Brian Irvine 89' Billy McKinlay Stuart McCall 61' John Collins 76' John McGinlay Gary McAllister 46' Gordon Durie |
| Peter van Vossen 46' Arthur Numan 46' Gaston Taument 73'                                                                                           | wissels      | 46' Bryan Gunn 46' Eoin Jess 61' Ian Ferguson 76' Duncan Shearer 89' Pat Nevin                                                                                                  |

### Twaalfde ontmoeting
| EK 1996 (Birmingham, Engeland, 10 juni 1996): |       |           |
| Nederland                                     | 0 – 0 | Schotland |
|                                               | goals |           |

### Dertiende ontmoeting
| Vriendschappelijk (Arnhem, Nederland, 26 april 2000): |              | |
| Nederland | 0 – 0        | Schotland |
| | goals        | |
| Frank Rijkaard | bondscoach   | Craig Brown |
| Edwin van der Sar André Ooijer Bert Konterman Frank de Boer Arthur Numan Paul Bosvelt Edgar Davids Dennis Bergkamp 46' Marc Overmars 46' Jimmy Floyd Hasselbaink 67' Roy Makaay 59' | opstellingen | Neil Sullivan 84' Christian Dailly Paul Ritchie David Weir Matthew Elliott Paul Lambert Billy Dodds 46' Craig Burley 67' Jackie McNamara Don Hutchison Neil McCann |
| Patrick Kluivert 46' Boudewijn Zenden 46' Jeffrey Talan 59' Pierre van Hooijdonk 67'                                                                                                | wissels      | 46' Ian Durrant 67' Mark Burchill 84' Brian O'Neil |
| Patrick Kluivert 63' | gele kaarten | 70' Don Hutchison 82' Christian Dailly |

### Veertiende ontmoeting
| EK 2004 kwalificatie (Glasgow, Schotland, 15 november 2003): |              | |
| Schotland | 1 – 0        | Nederland |
| James McFadden 82' | goals        | |
| Berti Vogts | bondscoach   | Dick Advocaat |
| Rab Douglas Jackie McNamara Gary Naysmith Steven Pressley Lee Wilkie Barry Ferguson Darren Fletcher Christian Dailly Paul Dickov 65' James McFadden 89' Neil McCann 70' | opstellingen | Edwin van der Sar André Ooijer Jaap Stam Frank de Boer 46' Giovanni van Bronckhorst Phillip Cocu Andy van der Meijde 61' Edgar Davids Ruud van Nistelrooij 77' Patrick Kluivert Marc Overmars |
| Kenny Miller 65' Stephen Pearson 70' Don Hutchison 89' | wissels      | 46' Clarence Seedorf 61' Rafael van der Vaart 77' Roy Makaay |
| James McFadden 26' Christian Dailly 43' | gele kaarten | 60' André Ooijer 82' Jaap Stam |
| - Debuut van Stephen Pearson (Motherwell FC) voor Schotland. |              | |

### Vijftiende ontmoeting
| EK 2004 kwalificatie (Amsterdam, Nederland, 19 november 2003): |              | |
| Nederland | 6 – 0        | Schotland |
| Wesley Sneijder 14' André Ooijer 32' Ruud van Nistelrooij 37' Ruud van Nistelrooij 51' Frank de Boer 64' Ruud van Nistelrooij 67'                                                               | goals        | |
| Dick Advocaat | bondscoach   | Berti Vogts |
| Edwin van der Sar André Ooijer 46' Wilfred Bouma 68' Michael Reiziger Wesley Sneijder Rafael van der Vaart Phillip Cocu Edgar Davids Marc Overmars Andy van der Meijde Ruud van Nistelrooij 77' | opstellingen | Rab Douglas Jackie McNamara 46' Gary Naysmith Steven Pressley Lee Wilkie Barry Ferguson Darren Fletcher Gavin Rae 46' Paul Dickov James McFadden 62' Neil McCann |
| Frank de Boer 46' Clarence Seedorf 68' Patrick Kluivert 77' | wissels      | 46' Stephen Crawford 46' Maurice Ross 62' Kenny Miller |
| Ruud van Nistelrooij 4' Edgar Davids 47' | gele kaarten | 4' Barry Ferguson 10' Steven Pressley 17' Paul Dickov 44' Gary Naysmith                                                                                          |
| - Nederland geplaatst voor het Europees kampioenschap voetbal 2004 in Portugal. |              | |

### Zestiende ontmoeting
| WK 2010 kwalificatie (Amsterdam, Nederland, 28 maart 2009): |              | |
| Nederland | 3 – 0        | Schotland |
| Klaas-Jan Huntelaar 30' Robin van Persie 45' Dirk Kuijt 77' (pen.) | goals        | |
| Bert van Marwijk | bondscoach   | George Burley |
| Maarten Stekelenburg Gregory van der Wiel André Ooijer Joris Mathijsen Giovanni van Bronckhorst Dirk Kuijt Nigel de Jong 80' Robin van Persie 65' Mark van Bommel Arjen Robben Klaas-Jan Huntelaar 80' | opstellingen | Allan McGregor 73' Graham Alexander Gary Naysmith Christophe Berra Gary Caldwell Barry Ferguson Darren Fletcher Scott Brown 71' Kenny Miller Ross McCormack 85' Gary Teale |
| Wesley Sneijder 65' Ibrahim Afellay 80' Stijn Schaars 80' | wissels      | 71' Steven Fletcher 73' Alan Hutton 85' James Morrison |
| Nigel de Jong 19' Klaas-Jan Huntelaar 80' | gele kaarten | |

### Zeventiende ontmoeting
| WK 2010 kwalificatie (Glasgow, Schotland, 9 september 2009): |              | |
| Schotland | 0 – 1        | Nederland |
| | goals        | 82' Eljero Elia |
| George Burley | bondscoach   | Bert van Marwijk |
| David Marshall Alan Hutton Steven Whittaker Stephen McManus David Weir Scott Brown Darren Fletcher Paul Hartley 66' Kenny Miller Steven Naismith Shaun Maloney 81' | opstellingen | Michel Vorm Gregory van der Wiel André Ooijer Joris Mathijsen Giovanni van Bronckhorst Nigel de Jong Demy de Zeeuw 77' Wesley Sneijder 84' Robin van Persie 72' Arjen Robben Dirk Kuijt |
| Kris Commons 66' Garry O'Connor 81' | wissels      | 72' Eljero Elia 77' Rafael van der Vaart 84' Klaas-Jan Huntelaar |
| Steven Naismith 12' Paul Hartley 45' Darren Fletcher 55' | gele kaarten | 17' Robin van Persie 61' Dirk Kuijt 64' Arjen Robben |

### Achttiende ontmoeting
| Vriendschappelijk (Aberdeen, Schotland, 9 november 2017): |              | |
| Schotland | 0 – 1        | Nederland |
| | goals        | 40' Memphis Depay |
| (interim) Malky Mackay | bondscoach   | Dick Advocaat |
| Craig Gordon Kieran Tierney Andrew Robertson Christophe Berra 46' Ryan Jack John McGinn Ryan Christie Callum McGregor 86' Kenny McLean Matt Phillips James Forrest 71' | opstellingen | Jasper Cillessen Nathan Aké Karim Rekik Virgil van Dijk 72' Timothy Fosu-Mensah Daley Blind Georginio Wijnaldum Kevin Strootman Memphis Depay Ryan Babel 76' Quincy Promes |
| Charlie Mulgrew 46' Ryan Fraser 71' Jason Cummings 86' | wissels      | 72' Joël Veltman 76' Steven Berghuis |
| John McGinn 64' | gele kaarten | 74' Kevin Strootman |
| - Debuut van Ryan Christie, Ryan Jack, Callum McGregor, Ryan Fraser en Jason Cummings voor Schotland. - Dick Advocaat evenaart met de winst op Schotland het recordaantal overwinningen als bondscoach van Oranje van Bob Glendenning. Onder diens leiding won het Nederlands elftal 36 van de 87 interlands. Advocaat, bezig aan zijn derde termijn bij Oranje, wist dat aantal in 61 wedstrijden te halen. |              | |

KNVB ·
A-internationals ·
Bondscoaches (m) ·
Topscorers ·
Nederlands vrouwenelftal ·
Bondscoaches (v) ·
Nederland B ·
Olympisch elftal ·
Jong Oranje ·
Nederland –20 ·
Nederland –19 ·
Nederland –18 ·
Nederland –17 ·
Nederland –16 ·
Nederland –15 ·
Nederlands amateurelftal ·
Nederlands zaterdagelftal ·
Jong OranjeLeeuwinnen ·
Vrouwen –20 ·
Vrouwen –19 ·
Vrouwen –18 ·
Vrouwen –17 ·
Vrouwen –16 ·
Vrouwen –15 ·
Militair mannenelftal ·
Militair vrouwenelftal ·
Strandteam ·
Vrouwen Strandteam ·
Futsalteam ·
Vrouwen Futsalteam

EK-wedstrijden ·
WK-wedstrijden ·
Resultaten kwalificaties en eindronden ·
Nederland B-wedstrijden ·
Officieuze wedstrijden ·
EK-wedstrijden vrouwen ·
WK-wedstrijden vrouwen ·
Resultaten vrouwen kwalificaties en eindronden
1905 – 1919 ·
1920 – 1929 ·
1930 – 1939 ·
1940 – 1949 ·
1950 – 1959 ·
1960 – 1969 ·
1970 – 1979 ·
1980 – 1989 ·
1990 – 1999 ·
2000 – 2009 ·
2010 – 2019 ·
2020 – 2029
2015 ·
2016 ·
2017 ·
2018 ·
2019 ·
2020 ·
2021 · 
2022
EK's: 1976 · 
1980 · 
1988 · 
1992 · 
1996 · 
2000 · 
2004 · 
2008 · 
2012 · 
2020 · 
2024
WK's: 1934 · 
1938 · 
1974 · 
1978 · 
1990 · 
1994 · 
1998 · 
2006 · 
2010 · 
2014 · 
2022
OS: 1908 ·
1912 ·
1920 ·
1924 ·
1928 ·
1948 ·
1952 ·
2008
Albanië ·
Andorra ·
Argentinië ·
Armenië ·
Australië ·
België ·
Bosnië en Herzegovina ·
Brazilië ·
Bulgarije ·
Canada ·
Chili ·
China ·
Colombia ·
Costa Rica ·
Curaçao ·
Cyprus ·
DDR ·
Denemarken ·
Duitsland ·
Ecuador ·
Egypte ·
Engeland ·
Estland ·
Faeröer ·
Finland ·
Frankrijk ·
GOS · 
Georgië ·
Ghana ·
Gibraltar ·
Griekenland ·
Hongarije ·
Ierland ·
IJsland ·
Indonesië ·
Iran ·
Israël ·
Italië ·
Ivoorkust ·
Japan ·
Joegoslavië ·
Kameroen ·
Kazachstan ·
Kroatië ·
Letland ·
Liechtenstein ·
Luxemburg ·
Malta ·
Marokko ·
Mexico ·
Moldavië ·
Montenegro ·
Nederlandse Antillen ·
Nigeria ·
Noord-Ierland ·
Noord-Macedonië ·
Noorwegen ·
Oekraïne ·
Oostenrijk ·
Paraguay ·
Peru ·
Polen ·
Portugal ·
Qatar ·
Roemenië ·
Rusland ·
Saarland ·
San Marino ·
Saoedi-Arabië ·
Schotland ·
Senegal ·
Servië en Montenegro ·
Slovenië ·
Slowakije ·
Sovjet-Unie ·
Spanje ·
Suriname ·
Thailand ·
Tsjechië ·
Tsjecho-Slowakije ·
Tunesië ·
Turkije ·
Uruguay ·
Verenigd Koninkrijk ·
Verenigde Staten ·
Wales ·
Wit-Rusland ·
Zuid-Afrika ·
Zuid-Korea ·
Zweden ·
Zwitserland
Argentinië (1978) ·
Argentinië (2006) ·
Argentinië (2014) ·
Argentinië (2022) ·
Australië (2014) ·
Brazilië (2014) ·
Chili (2014) · 
Costa Rica (2014) ·
Denemarken (2010) ·
Denemarken (2012) ·
Duitsland (2012) · 
Ecuador (2022) · 
Frankrijk (2008) ·
Italië (2008) ·
Ivoorkust (2006) ·
Japan (2010) ·
Kameroen (2010) ·
Mexico (2014) · 
Noord-Macedonië (2021) · 
Oekraïne (2021) · 
Oostenrijk (2021) · 
Portugal (2006) ·
Portugal (2012) ·
Portugal (2019) ·
Qatar (2022) ·
Roemenië (2008) ·
Rusland (2008) ·
San Marino (2011) ·
Senegal (2022) ·
Servië en Montenegro (2006) ·
Sovjet-Unie (1988) ·
Spanje (2010) ·
Spanje (2014) ·
Tsjechië (2021) · 
Uruguay (2010) ·
Verenigde Staten (2022) · 
West-Duitsland (1974)
SFA · A-internationals · Selecties · Bondscoaches · Statistieken · Schots vrouwenelftal · Brits olympisch elftal · Schotland U21 · Schotland U20 · Schotland U19 · Schotland U18 · Schotland U17 · Schotland U16 · Vrouwen U17
1872 – 1899 ·
1900 – 1919 ·
1920 – 1929 ·
1930 – 1939 ·
1940 – 1949 ·
1950 – 1959 ·
1960 – 1969 ·
1970 – 1979 ·
1980 – 1989 ·
1990 – 1999 ·
2000 – 2009 ·
2010 – 2019 ·
2020 − 2029
EK's: 1992 ·
1996 ·
2020 ·
2024
WK's: 1954 ·
1958 ·
1974 ·
1978 ·
1982 ·
1986 ·
1990 ·
1998
1872 ·
1873 ·
1874 ·
1875 ·
1876 ·
1877 ·
1878 ·
1878 ·
1879 ·
1880 ·
1881 ·
1882 ·
1883 ·
1884 ·
1885 ·
1886 ·
1887 ·
1888 ·
1889 ·
1890 ·
1891 ·
1892 ·
1893 ·
1894 ·
1895 ·
1896 ·
1897 ·
1898 ·
1899 ·
1900 ·
1901 ·
1902 ·
1903 ·
1904 ·
1905 ·
1906 ·
1907 ·
1908 ·
1909 ·
1910 ·
1911 ·
1912 ·
1913 ·
1914 ·
1915–1919 ·
1920 ·
1921 ·
1922 ·
1923 ·
1924 ·
1925 ·
1926 ·
1927 ·
1928 ·
1929 ·
1930 ·
1931 ·
1932 ·
1933 ·
1934 ·
1935 ·
1936 ·
1937 ·
1938 ·
1939 ·
1940–1945 ·
1946 ·
1947 ·
1948 ·
1949 ·
1950 ·
1951 ·
1952 ·
1953 ·
1954 ·
1955 ·
1956 ·
1957 ·
1958 ·
1959 ·
1960 ·
1960 ·
1961 ·
1962 ·
1963 ·
1964 ·
1965 ·
1966 ·
1967 ·
1968 ·
1969 ·
1970 ·
1971 ·
1972 ·
1973 ·
1974 ·
1975 ·
1976 ·
1977 ·
1978 ·
1979 ·
1980 ·
1981 ·
1982 ·
1983 ·
1984 ·
1985 ·
1986 ·
1987 ·
1988 ·
1989 ·
1990 ·
1991 ·
1992 ·
1993 ·
1994 ·
1995 ·
1996 ·
1997 ·
1998 ·
1999 ·
2000 ·
2001 ·
2002 ·
2003 ·
2004 ·
2005 ·
2006 ·
2007 ·
2008 ·
2009 ·
2010 ·
2011 ·
2012 ·
2013 ·
2014 · 
2015 · 
2016 · 
2017 ·
2018 ·
2019 ·
2020 ·
2021 ·
2022
Albanië ·
Argentinië · 
Armenië ·
Australië ·
België ·
Bosnië en Herzegovina ·
Brazilië ·
Bulgarije ·
Canada ·
Chili ·
Colombia ·
Congo-Kinshasa ·
Costa Rica ·
Cyprus ·
DDR ·
Denemarken ·
Duitsland ·
Ecuador ·
Egypte ·
Engeland ·
Estland ·
Faeröer ·
Finland ·
Frankrijk ·
Georgië ·
Gibraltar · 
GOS ·
Griekenland ·
Hongarije ·
Ierland ·
IJsland ·
Iran ·
Israël ·
Italië ·
Japan ·
Joegoslavië ·
Kazachstan ·
Kroatië ·
Letland ·
Liechtenstein ·
Litouwen ·
Luxemburg ·
Malta ·
Marokko ·
Mexico ·
Moldavië ·
Nederland ·
Nieuw-Zeeland ·
Nigeria · 
Noord-Ierland ·
Noord-Macedonië ·
Noorwegen ·
Oekraïne ·
Oostenrijk ·
Paraguay ·
Peru ·
Polen ·
Portugal ·
Qatar ·
Roemenië ·
Rusland ·
San Marino ·
Saoedi-Arabië ·
Servië ·
Slovenië ·
Slowakije · 
Sovjet-Unie ·
Spanje ·
Trinidad en Tobago · 
Tsjechië ·
Tsjecho-Slowakije ·
Turkije · 
Uruguay ·
Verenigde Staten ·
Wales ·
Wit-Rusland ·
Zuid-Afrika ·
Zuid-Korea ·
Zweden ·
Zwitserland
Engeland (2021) · 
Kroatië (2021) · 
Nieuw-Zeeland (1982) · 
Tsjechië (2021)